# 3 Boys
«3 Boys» es una canción del cantautor estadounidense Omar Apollo. Fue lanzada el 16 de febrero de 2023 a través de Warner Records. Habla líricamente del protagonista que acepta la sugerencia de su pareja de un ménage à trois solo para descubrir que no funcionará, describiendo el poliamor como resentimientos esperando a suceder.

## Antecedentes
«3 Boys» fue la primera canción de Apollo de 2023 después de lanzar su álbum de estudio debut, Ivory, un año antes. Una semana antes del lanzamiento de la canción, Apollo publicó un fragmento de la canción en sus redes sociales con la portada y el título. Explica: “Cuando comencé a escribir canciones, a menudo escribía sobre el amor no correspondido. "3 Boys" fue la primera vez que escribí sobre algo no monógamo. Escribí la canción en un día lluvioso en Londres... con un amigo mío, Dylan Wiggins. También le pedí a mi amigo Mustafa que me ayudara con algunas líneas después de que se la puse.

## Recepción crítica
Jon Blistein de Rolling Stone escribió: "el verdadero atractivo es la voz de Apollo y sus letras rotas, Three boys would work if I wasn't so tethered to you (Tres chicos funcionarían si no estuviera tan atado a ti)". Uproxx simplemente lo describió como "un ritmo suave e hipnótico" mientras especificaba el coro. BroadwayWorld declaró: "La melodía simple y romántica está entretejida con voces complejas que le dan a cada verso una sensación diferente mientras se mantienen fieles a su sonido". Fault Magazine se refirió a la canción como "Un reflejo del crecimiento y la autenticidad del artista".

## Posicionamiento en listas
| Lista (2023)                                  | Mejor posición |
| --------------------------------------------- | -------------- |
| Estados Unidos (Hot Rock & Alternative Songs) | 27             |
| Nueva Zelanda (RMNZ)                          | 36             |